# Muszaryniec
Muszaryniec (pot. Mucharyniec)- uroczysko w lesie pomiędzy miejscowościami Krzywowólka, Matiaszówka i Sajówka, w gminie Tuczna i Sławatycze, pow. bialski, woj. lubelskie.
Fragment lasu w kształcie okręgu będący wyspą porośniętą częściowo karłowatym drzewostanem na podmokłym, bagiennym terenie. Prawdopodobnie pozostałość większego torfowiska. Obecnie stanowi wodopój i ostoję dzikich zwierząt. Miejsce owiane tajemnicą i legendami. Mieszkańcy okolicznych miejscowości opowiadają legendy o świątyni, która stała w tamtym miejscu i nagle zatonęła w bagnie razem z uczestnikami jakiejś uroczystości. Na środku wyspy znajdował się spory głaz z zagłębieniami powierzchni. Inna opowieść mówi o objawieniu się tam Matki Bożej i pozostawieniu przez nią śladów stóp na kamieniu. Kamień ten został przeniesiony przez mieszkańców wsi Krzywowólka przed kaplicę w tej miejscowości i można go tam obecnie obejrzeć. Miejscowa ludność opowiada, że bardzo trudno Muszaryniec odnaleźć, bo „coś” myli drogę. W roku 2013 powstał szlak rowerowy „Na Mucharyniec”.